# Virpazaria adrianae
Virpazaria adrianae is een slakkensoort uit de familie van de Strobilopsidae. De wetenschappelijke naam van de soort is voor het eerst geldig gepubliceerd in 1969 door E. Gittenberger.